# 圣阿波利纳尔
圣阿波利纳尔（法語：Saint-Appolinard，法語發音：[sɛ̃.t‿apɔlinaʁ]）是法国卢瓦尔省的一个市镇，属于圣艾蒂安区。

## 地理
圣阿波利纳尔（45°20'31"N, 4°39'8"E）面积9.84 平方千米，位于法国奥弗涅-罗讷-阿尔卑斯大区卢瓦尔省，该省份为法国中南部省份，北起顺时针与索恩-卢瓦尔省、罗讷省、伊泽尔省、阿尔代什省、上盧瓦爾省、多姆山省和阿列省接壤。
与圣阿波利纳尔接壤的市镇（或旧市镇、城区）包括：圣雅克达蒂雪、韦拉讷、科隆比耶、圣于连莫兰莫莱特。

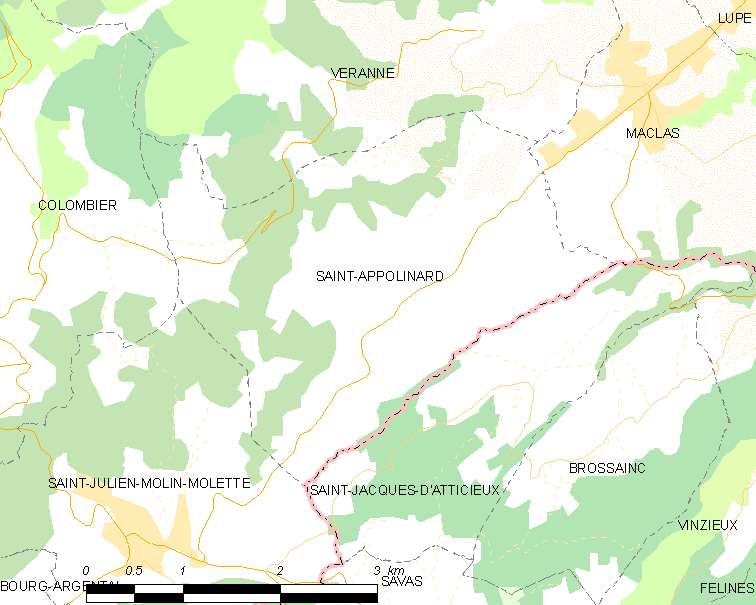
圣阿波利纳尔的OSM定位图

圣阿波利纳尔的时区为UTC+01:00、UTC+02:00（夏令时）。

## 行政
圣阿波利纳尔的邮政编码为42520，INSEE市镇编码为42201。

## 政治
圣阿波利纳尔所属的省级选区为勒皮拉县。

## 人口

1962-2008年间圣阿波利纳尔人口变化图示

圣阿波利纳尔于2022年1月1日时的人口数量为705人。